# Napoleon (Kammerat Napoleon)
 For alternative betydninger, se Napoleon (flertydig). (Se også artikler, som begynder med Napoleon)
Napoleon er en gris og en af figurerne i romanen Kammerat Napoleon (originaltitel Animal Farm) af den engelske forfatter George Orwell. Handlingen i Kammerat Napoleon afspejler Sovjetunionens historie, og Napoleon er baseret på Josef Stalin og hersker over Dyrenes Gård i romanen.

## Napoleon i romanen
Napoleon kæmper med Snowball om magten, efter at dyrene har overtaget Grevegården. For at sikre sin magtposition beordrer Napoleon sine angrebshunde til at jage Snowball bort fra gården. Derefter henretter han alle dyr, som går i mod ham eller stiller ubelejlige spørgsmål, under det påskud, at de er i ledtog med Snowball (en henvisning til Den store udrensning i Sovjetunionen i 1930'erne). For at undgå at dyrene anklager ham for at bryde De Syv Bud, får Napoleon Squealer til at ændre dem hen ad vejen, så man kan se at Napoleons i stigende grad uacceptable opførsel er i overensstemmelse med buddene. Til slut i bogen opfører grisene sig nøjagtigt som mennesker – de går med tøj, drikker, ryger og går endda oprejst.
I stedet for at handle til de andre dyrs bedste handler Napoleon kun til sit eget bedste og i sidste ende præcist som de mennesker, han oprindeligt hævdede at foragte. Napoleon bruger den veltalende Squealer som sin "propagandaminister". Napoleons ondskab bliver tydelig, da han får mange uskyldige dyr slagtet under det påskud, at de konspirerer imod ham. Han får endda en anden gris til at smage på maden, fordi han bilder sig ind, at man vil forgifte ham.

## Napoleon i allegorien
Napoleon er baseret på Josef Stalin, der styrede Sovjetunionen i næsten 30 år. Hans navn kommer dog fra den franske general Napoleon Bonaparte (i den franske udgave af Kammerat Napoleon hedder han César).
Napoleon kæmper sammen med Snowball for at befri gården fra menneskene. Derefter angriber han Snowball for at få magten på gården og styre alle aktiviteterne, på samme måde som Stalin og Lev Trotskij kæmpede om magten i Sovjetunionen. Trotskij gik ind for den permanente revolution (det svarer til, at Snowball går ind for at omstyrte de andre gårdejere) i modsætning til Stalin, der gik ind for teorien om socialisme i ét land (det svarer til, at Napoleon vil lære de andre dyr at bruge skydevåben).
Senere, da Napoleon har drevet Snowball i eksil på samme måde som Stalin drev Trotskij i eksil, giver han ordre til, at vindmøllen, som han var meget i mod, fordi det var Snowballs idé, skal bygges. Da den primitive vindmølle falder sammen, skyder han skylden på Snowball og starter en bølge af terror, hvor mange dyr bliver henrettet efter at være blevet tvunget til at afgive falske tilståelser. Han ændrer også det af De Syv Bud, der handler om at dræbe. Så sætter han opførelsen af en ny vindmølle i gang, samtidig med at han skærer drastisk ned på dyrenes madrationer – undtagen for grisene og hundene.
Han laver en handel med mr. Frederick (svarende til Sovjetunionens aftale med Tyskland under 2. verdenskrig, men mr. Frederick snyder Napoleon ved at betale med falske penge og derefter angribe Dyrenes Gård (Tyskland brød aftalen med Sovjetunionen). Under Slaget ved Kostalden bliver vindmøllen ødelagt, men dyrene vinder, selvom de betaler en høj pris. Napoleon forsøger at dække over tabene ved at hævde, at det er en kæmpe sejr for dyrene.

Denne artikel er en oversættelse af artiklen Napoleon (Animal Farm) på den engelske Wikipedia. Oversættelsen tager i sin sprogbrug desuden udgangspunkt i den danske udgave af Kammerat Napoleon (Søren Gyldendals Klassikere 2000), oversat af Ole Brandstrup.